# سد کزنار
سد مخزنی کزنار  در استان لرستان و به فاصله ۱۲ کیلومتری شرق شهرستان الیگودرز قرار دارد و در روستای کزنار در حوزه شهرستان الیگودرز است.